# Зайнятість населення
За́йнятість — це діяльність громадян, яка пов'язана із задоволенням особистих та суспільних потреб і приносить їм дохід у грошовій або іншій формі.
Згідно з Законом України «Про зайнятість населення», зайнятість — незаборонена законодавством діяльність осіб, пов'язана із задоволенням їх особистих та суспільних потреб з метою одержання доходу (заробітної плати) у грошовій або іншій формі, а також діяльність членів однієї сім'ї, які здійснюють господарську діяльність або працюють у суб'єктів господарювання, заснованих на їх власності, у тому числі безоплатно.
Кожен має право на вільно обрану зайнятість.
Примушування до праці у будь-якій формі забороняється. Добровільна незайнятість особи не може бути підставою для притягнення її до відповідальності.
Зайнятість населення забезпечується шляхом встановлення відносин, що регламентуються трудовими договорами (контрактами), провадження підприємницької та інших видів діяльності, незаборонених законом.
До зайнятого населення належать особи, які працюють за наймом на умовах трудового договору (контракту) або на інших умовах, передбачених законодавством, особи, які забезпечують себе роботою самостійно (у тому числі члени особистих селянських господарств), проходять військову чи альтернативну (невійськову) службу, на законних підставах працюють за кордоном та які мають доходи від такої зайнятості, а також особи, що навчаються за денною формою у загальноосвітніх, професійно-технічних та вищих навчальних закладах та поєднують навчання з роботою.
До зайнятого населення також належать:
непрацюючі працездатні особи, які фактично здійснюють догляд за дитиною-інвалідом, інвалідом I групи або за особою похилого віку, яка за висновком медичного закладу потребує постійного стороннього догляду або досягла 80-річного віку, та отримують допомогу, компенсацію та/або надбавку відповідно до законодавства;
батьки — вихователі дитячих будинків сімейного типу, прийомні батьки, якщо вони отримують грошове забезпечення відповідно до законодавства;
особа, яка проживає разом з інвалідом I чи II групи внаслідок психічного розладу, який за висновком лікарської комісії медичного закладу потребує постійного стороннього догляду, та одержує грошову допомогу на догляд за ним відповідно до законодавства.